# بومة تشاكو
البومة شاكو (بالإنجليزية: Chaco owl)‏ (تشاكوينسيس ستركس) هي نوع من البوم الذي يقطن في غابات غران تشاكو الجافة في جنوب بوليفيا وباراغواي غربي وشمالي الأرجنتين.